# Rizzle Kicks
Rizzle Kicks er en engelsk hip hop-duo fra Brighton, bestående af Jordan "Rizzle" Stephens og Harley "Sylvester" Alexander-Sule.
Duoen blev dannet i 2008, men fik først deres gennembrud i sommeren 2011 med deres første officielle single "Down with the Trumpets", ligesom de senere på året medvirkede i den tidligere X-Factor-finalist Olly Murs' nummer 1 single "Heart Skips a Beat".
I oktober 2011 udgav Rizzle Kicks deres debutalbum, ''Stereo Typical'', der pr. maj 2012 har solgt mere en 600.000 eksemplarer i Storbritannien. Desuden har duoen solgt mere end 1 million singler i hjemlandet. Den store succes har blandt anden medført, at de fik lov at optræde til åbningsceremonien ved Sommer-OL 2012, der blev afholdt i London.
Den 2. september 2013 udkom deres andet studiealbum, Roaring 20s.